# سید علینقی خاموشی
سید علینقی خاموشی (زاده ۱۳۱۸ تهران) سرمایه‌دار، سیاست‌مدار و بازرگان ایرانی است، که هم‌اکنون به‌عنوان رئیس هیئت‌‌مدیره شرکت سرمایه‌گذاری ایران فعالیت می‌کند. علینقی خاموشی ۲۷ سال ریاست اتاق بازرگانی تهران و اتاق بازرگانی، صنایع و معادن ایران یا به‌عبارتی پارلمان خصوصی ایران را برعهده داشت.

## زندگی شخصی
علینقی خاموشی یکی از شش پسر میرزا عبدالله خاموشی (تقی، محمد علی، ابوالحسن، علینقی، مرتضی و محسن) است. آن‌ها شش خواهر و شش برادر بودند و علینقی سومین فرزند این خانواده بزرگ بود. پدرش، سیدعبدالله، از ۱۶ تا ۶۵ سالگی در بازار تهران کار می‌کرد و بیش از ۴۵ سال در یک خانه در محله خانی‌آباد زندگی متوسطی داشت و در همان خانه، سال‌ها جلسات قرآن و مجالس روضه‌خوانی برگزار می‌کرد.
علینقی از دوران نوجوانی، تابستان‌ها در بازار تهران پیش پدرش کار می‌کرد. او از همین دوران با فرهنگ کسب‌وکار آشنا شد. نقش اعتقادات مذهبی در زندگی وی بسیار پررنگ بود. اولین محل کار وی، پس از گرفتن دیپلم در سال ۱۳۳۶، محیط صنعتی شهرری بود. در این زمان عبدالله مقدم کارخانه نساجی ممتاز را احداث کرده بود و به نیروی دیپلمه احتیاج داشت. پس از آن، خاموشی از طریق پسردایی‌اش حاجی طرخانی به مدت ده سال در کارخانه مقدم در نظرآباد کرج کار کرد. پس از گذراندن دوران سربازی و چهار سال کار در کارخانه، مقدم او را به انگلیس فرستاد تا در رشته نساجی تحصیل کند.
سید تقی (۱۳۱۶–۱۳۸۵)، برادر او، از بنیانگذاران حزب مؤتلفه اسلامی و حزب جمهوری اسلامی و نماینده اولین دوره مجلس شورای اسلامی بود. سید مهدی، پسر تقی، ریاست سازمان اوقاف و امور خیریه و سازمان تبلیغات اسلامی را برعهده داشته است.
دو تن از برادران وی، سید محسن و سید مرتضی از اعضای سازمان مجاهدین خلق بودند و پس از تغییر ایدئولوژی این سازمان با آن همراه شدند. سید محسن از عوامل اصلی ترور  و سوزاندن جسد مجید شریف واقفی  و  ترور پل شفر و جک ترنر، دو مستشار آمریکایی بود. او یکی از کسانی بود که در ۱۱ بهمن ۱۳۵۴ به همراه وحید افراخته، و جمعی دیگر از اعضای دستگیرشدهٔ سازمان (منیژه اشرف‌زاده کرمانی، محمدطاهر رحیمی، محسن بطحایی، ساسان صمیمی بهبهانی، مرتضی لبافی‌نژاد، عبدالرضا منیری‌جاوید) توسط حکومت پهلوی تیرباران شدند. سید مرتضی برادر دیگر خاموشی با انقلابیون ظفار در ارتباط بود و مدتی در رادیوهای فارسی در یمن جنوبی گویندگی می کرد و مسئول دفتر این سازمان در عدن بود. او سپس نماینده این سازمان در عراق بود. در زمستان سال ۵۵  در درگیری با ساواک به همراه هایده بازرگان، نامزد لطف‌الله میثمی، در حین انتقال سلاح به داخل کشور در مرز بازرگان کشته شد.
دیگر برادر او، سید ابوالحسن، تکنوکرات این خاندان خوانده شده و سرپرستی وزارتخانه‌های نیرو و راه و ترابری را برعهده داشته‌است.
خواهر وی، سیده عزت، همسر  محمود لولاچیان و مادر همسر سید میثم خامنه‌ای، فرزند رهبر جمهوری اسلامی ایران است.

## سوابق
او تا زمان پیروزی انقلاب به کار در کارخانه برادران توکلیان و مقدم ادامه داد. در اواخر پاییز ۱۳۵۷ کارخانه مشهد وابسته به مقدم، تازه راه‌اندازی شده بود و علینقی مدیریت پروژه‌های این کارخانه را برعهده داشت. وی در فاصله سال‌های ۱۳۵۷ تا ۱۳۵۹ نخستین رئیس بنیاد مستضعفان انقلاب اسلامی بود و از ۱۳۶۰ تا ۱۳۶۲ نیز معاونت بازرگانی خارجی وزارت بازرگانی را برعهده داشت. در دوره چهارم مجلس شورای اسلامی به‌عنوان نماینده تهران در مجلس حضور داشت.
صاحب برند پوشاک مطهری و جامه و رئیس هیئت مدیره شرکت سرمایه‌گذاری ایران که صاحب سهام شرکت‌های بزرگی همچون «گروه پتروشیمی سرمایه‌گذاری ایرانیان، شرکت بازرگانی پتروشیمی، شرکت نخل بارانی پردیس، شرکت انرژی‌گستر جم، شرکت فراساحل ایران، پتروشیمی کارون، پتروشیمی شیراز، پتروشیمی تخت جمشید، صنایع پتروشیمی کرمانشاه، پتروشیمی زاگرس، پتروشیمی ایلام، پتروشیمی ارومیه، پتروشیمی فسا، پتروشیمی جهرم، پتروشیمی گچساران، پتروشیمی لردگان، پتروشیمی صدف عسلویه و پتروشیمی داراب، شرکت پارس پرند دیبا، شرکت کالابازار ایرانیان، شرکت حمل‌ونقل پتروشیمی، شرکت اسپک و شرکت فن آسا» است و پتروشیمی ایران را در قبضه خود دارد، ۲۷ سال نیز عضو شورای مالی و اعتباری بانک مرکزی جمهوری اسلامی ایران بوده است 
خاموشی از اعضای مؤسس حزب مؤتلفه اسلامی است.

## ریاستاتاق بازرگانی، صنایع، معادن و کشاورزی ایران
پیش از انقلاب تنها اسدالله عسگراولادی در اتاق رفت‌وآمد داشت. سایرین مثل علاءالدین میرمحمدصادقی، محمدعلی نوید، کاظم حاجی طرخانی، عالی‌نسب و کرداحمدی ارتباط چندانی با اتاق نداشتند. آن‌ها مورد اعتماد سید محمد بهشتی و مرتضی مطهری بودند. آن‌ها اسامی را به شورای انقلاب دادند و حکمی تحت عنوان کمیته منتخب امام در اتاق بازرگانی صادر شد. تقی خاموشی، امانی و تعدادی دیگر از دوستان آن‌ها متولی کمیته اصناف بودند... برای بیشتر اتاق‌ها رؤسای انتصابی گذاشته شد تا اینکه در سال ۱۳۶۴، انتخابات برگزار شد. علینقی در دوره اول به ریاست اتاق انتخاب شد.
خاموشی از سال ۱۳۵۸ تا ۱۳۸۱ به‌طور همزمان ریاست اتاق بازرگانی ایران و اتاق تهران را برعهده داشت و تا سال ۱۳۸۶ همچنان ریاست اتاق ایران را در اختیار داشت.
خاموشی در مجلس چهارم شورای اسلامی به‌عنوان نماینده تهران حضور داشت. به روایت وی مقدار زیادی از پیچ‌ها از همین دوران باز شد. در مجلس همه می‌دانستند وقتی حرفی در مورد اقتصاد و بخش خصوصی زده می‌شود خاموشی می‌گوید فلان کار که منجر به افزایش حضور دولت در اقتصاد می‌شود، اشتباه است.